# Devolucijska vojna
Devolucijska vojna (francosko Guerre de Dévolution, nizozemsko Devolutieoorlog)je bila vojna med Francijo in Španijo v letih 1667 in 1668, s katero si je francoski kralj Ludvik XIV. prisvojil velik del Španske Nizozemske in Franche-Comtéja, provinc Svetega rimskega cesarstva (v lasti španskih kraljev). Imenuje se po obskurnem zakonu, imenovanem Jus Devolutionis, ki ga je Ludvik XIV. uporabil kot podlago za trditev, da so mu ta ozemlja pripadla (»devolvirala«) zaradi poroke z Marijo Terezo Špansko.
V bojih so Francozi naleteli na minimalen odpor, vendar je Ludvika bolj skrbela ohranitev dednih pravic v Španskem cesarsstvu, zato je velik del pridobitev maja 1668 s pogodbo iz Aix-la-Chapella vrnil. Cesar Leopold I. se je o pogojih pogodbe dogovoril januarja 1668 ob podpori trojne zveze Anglije, Švedske in Nizozemske republike.
Ta konflikt je pomenil konec dolgoletnega francosko-nizozemskega zavezništva in je bil prva od francoskih ekspanzijskih vojn, ki so pretresale Evropo naslednjih 50 let.

## Izhodišče
Leta 1661 je ambiciozni 22-letni Ludvik XIV. zavladal Franciji samostojno. Kmalu je začel pogledovati po sosednji Španski Nizozemski, od koder je Španija po pirenejskem miru (1659) premaknila na Portugalsko velik del svoje nekoč velike flandrijske armade (ki je v letu 1658 štela 70.000 mož, v letu 1661 33.000 mož in kmalu nato le še 20.000 mož ).
Leta 1665 je umrl španski kralj Filip IV., ki ga je nasledil prizadeti sin iz drugega zakona Karel II., za katerega se je mislilo, da ne bo živel dolgo in ne bo mogel imeti nasledstva. Zato je Ludvik XIV. na osnovi devolucijske pravice (starega brabantskega običaja, da imajo pri dedovanju posesti hčere iz prvega zakona prednost pred sinovi naslednjih zakonov) svoje žene Marije Tereze, hčerke Filipa IV. iz prvega zakona, zahteval nasledstvo v Španski Nizozemski. Leta 1667 se je odločil, da si bo to pravico vzel z vojsko.

## Vojna
Spomladi leta 1667 je Ludvik XIV. vojsko 50.000 mož razporedil vzdolž meje med Francijo in Špansko Nizozemsko. Kraljevi namestnik v Španski Nizozemski markiz Castel Rodrigo ni imel na razpolago vojske, ki bi se lahko frontalno zoperstavila Francozom. Njegovi možje so bili v glavnem organizirani v posadke, ki so branile mesta. Umaknil jih je iz mest blizu meje in se osredotočil na obrambo pomembnejših in bolje utrjenih mest.
Francoski maršal Henri Turenne tako ni imel težav, potem ko je maja 1667 vdrl v Flandrijo. Zavzemal je mesto za mestom in se izogibal močneje branjenim mestom. 10. avgusta je začel oblegati Lille, ki je padel 27. avgusta. Do jeseni, ko se je francoska vojska vrnila v prezimovališča, je že zavzela velik del Flandrije in Hainaulta.
Ludvik se je tedaj obrnil k diplomaciji. S cesarjem Svetega rimskega cesarstva Habsburžanom Leopoldom I. sta se strinjala (januarja 1668), da si po smrti Karla II. Španskega razdelita Špansko Nizozemsko. Dogovorila sta se tudi, koliko ozemelj lahko v vmesnem času priključi Francija. Ludvik je skušal dobiti podporo za svoje zahteve tudi pri angleškem kralju Karlu II., a ta se je tedaj raje povezal z Republiko Nizozemsko in Švedsko v vojaško trojno zvezo. Ta je bila ustanovljena z namenom, da zaustavi Ludvikovo napredovanje in pritisne na Španijo, da se v korist miru odreče delu Španske Nizozemske. Ludvik se je uklonil zahtevi, a še prej je njegov vojskovodja princ Condéjski na hitro zavzel tudi svobodno grofijo Burgundijo.

## Mirovna pogodba
Ker so bile zahteve trojne zveze zelo podobne dogovoru med Ludvikom in cesarjem, je bil mir v Aachnu hitro sklenjen. Francija je zadržala 12 osvojenih mest Bergues, Furnes, Armentieres, Qudenaarede, Courtrai, Lille, Douai, Tournai, Binche, Ath in Charleroi, vrniti pa je morala Španiji Svobodno grofijo Burgundijo.
Ludvik XIV. je mir v Aachnu razumel kot premirje in leta 1672 nadaljeval z osvajanjem Nizozemske.